# Betje Wery
Elisabeth « Betje » Wery, alias Bella Tuerlings, née le 26 août 1920 à Rotterdam et morte le 16 octobre 2006 à Efr, est une collaboratrice néerlandaise de la Seconde Guerre mondiale. Elle a aussi été une « Judenjägerin » (littéralement une « chasseuse de juifs »). Elle a été jugée après la guerre et a passé quelques années en prison.

## Biographie

### Jeunesse
Betje Wery est l'aînée des deux enfants de ses parents. Son père est à moitié juif, et sa mère est juive. Elle grandit à Rotterdam, où elle fréquente pendant deux ans une école ménagère puis l'école Mulo. En 1939, elle exerce quelques mois en tant qu'infirmière. En décembre 1939, elle écope d'une condamnation de 15 jours de prison pour vol à l'étalage. Elle devient ensuite vendeuse dans un magasin de chaussures Bata.
En janvier 1940, elle rencontre Frans Tuerlings, un représentant de commerce dans la ganterie. Elle l'épouse le 17 septembre 1941. Elle adopte la religion catholique de son mari. Malgré cela, elle est arrêtée en août 1942 parce qu'elle ne porte pas l'étoile juive et emmenée au camp d'Amersfoort. Grâce à un parent allemand influent de son mari, elle est libérée au bout d'une journée et se voit attribuer un document (Sperre en allemand) qui la protège de toute procédure de déportation. Elle est enregistrée en tant que semi-juive et est exemptée du port de l'étoile jaune.
Entre-temps son mariage rencontre des difficultés : Frans Tuerlings est infidèle, boit trop et dépense sans compter l'argent gagné avec la vente de diamants et de devises sur le marché noir. Fin 1943, il meurt dans un accident de voiture. Dans la voiture sont trouvés des documents compromettant Betje Wery dans ses activités de commerce illégal. Elle est engagée au Devisenschutzkommando (DSK) en tant que V-Frau. Ce commando a pour tâche notamment de traquer les personnes s'adonnant au marché noir ainsi que les personnes juives fortunées. Son numéro de matricule est le 196.

### Collaboratrice du Sicherheitsdienst (SD)
Au début de 1944, Betje Wery déménage à Amsterdam dans un appartement au 26 Rubenstrasse, à proximité du quartier général du Sicherheitsdienst (SD). Les journaux de l'époque la décrivent comme une très jolie femme. Elle se fait appeler désormais Bella et anime les soirées de roulette et dénonce les personnes participantes qui doivent leur fortune au marché noir au SD, ou plus précisément aux coéquipiers et complices de Dries Riphagen.
En mai 1944, Bella (Betje Wery) fait la connaissance de Gerhard Badrian, qui lui confie qu'il est actif dans la Résistance. Le 30 juin 1944, elle attire Badrian ainsi que sa petite amie et deux autres hommes dans son appartement, avec la promesse qu'ils pourront utiliser l'appartement comme nouvelle centrale pour les activités du groupe Persoonsbewijzen Centrale (PBC), qui s'occupe de fournir de fausses pièces d'identités aux personnes en fuite. Dans l'appartement, le SD attend le groupe pour leur tendre un piège, et Badrian est abattu devant la maison tandis que Charly Hartog est arrêté. Par cette action, le SD arrive à détruire la cellule du PBC. Betje Wery reçoit une récompense de 1000 florins pour cette dénonciation. En revanche elle est désormais persona non grata dans les milieux de la Résistance. Elle doit se cacher plusieurs semaines durant dans différents appartements, où elle reçoit régulièrement la visite du chef du SD, Willy Lages.
Sur les conseils de Lages, elle se rend à la fin du mois d'août 1944 en Belgique. Elle apparait à Anvers sous le nom d'Elisabeth Stips. Elle s'implique encore avec les autorités allemandes et travaille de nouveau pour le DSK. Après la libération de Bruxelles, elle reste à Anvers, où elle a une liaison avec Oreste Pinto, des services secrets néerlandais, qui atteste de son « intégrité politique » car grâce à elle l'agent double Chris Lindemans est arrêté. Le 24 décembre 1944, Betje Wery est arrêtée et emprisonnée dans un monastère de la ville de Fauquemont. En août 1945, elle est emprisonnée dans le Amsterdamse Huis van Bewaring où elle partage une cellule avec deux autres collaboratrices, Ans van Dijk et Jeanne Valkenburg.

### Après la guerre
Au début de mai 1948, s'ouvre le procès de Betje Wery au Bijzonder Gerechtshof (cour spéciale de justice). Le procureur du roi requiert la peine de mort. Le 15 mai 1948, elle est condamnée à une peine de prison à vie. Elle recouvrera en réalité sa liberté après quelques années de prison.
Le 14 novembre 1949, elle épouse Mijndert Vonk, lui-même condamné à mort pour son activité au SD de Groningen. Ils se sont rencontrés en prison et auront deux enfants. Ensemble, ils fondent à Ede une agence matrimoniale. En 1979, Betje participe à une émission de télévision qui se propose de financer des mariages, mais l'émission est interrompue après la publication de son passé dans les médias. Elle se défend en accusant ses concurrents de l'avoir divulgué par jalousie, et en expliquant qu'elle n'avait que 20 ans à l'époque des faits et qu'elle avait depuis purgé sa peine de prison,
En octobre 2016, sort un film néerlandais (Riphagen) sur le criminel et collaborateur Dries Riphagen, dans lequel apparaît le personnage de Betje Wery.